# 28D

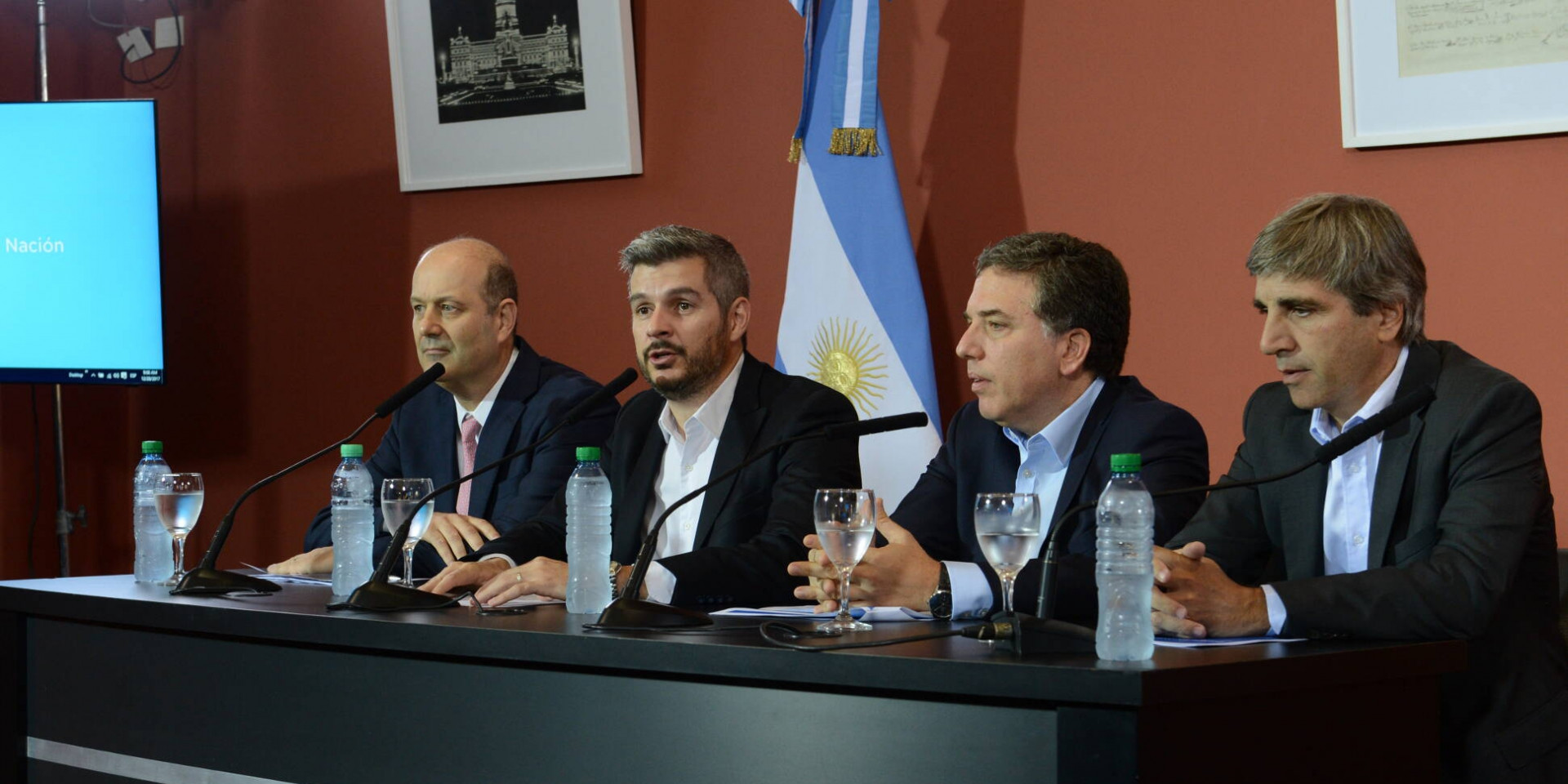
Conferencia de prensa del 28 de diciembre de 2017.

28D es un término utilizado para referirse a la conferencia de prensa del 28 de diciembre de 2017 del Banco Central de la República Argentina junto con el ministerio de Hacienda, el ministerio de Finanzas y el jefe de gabinete Marcos Peña, en la cual se cambiaron las metas de inflación impuestas por el presidente del Banco Central. Este evento marcó el inicio de la pérdida de confianza y credibilidad que desencadenó el comienzo de la crisis monetaria argentina de 2018.

## Contexto

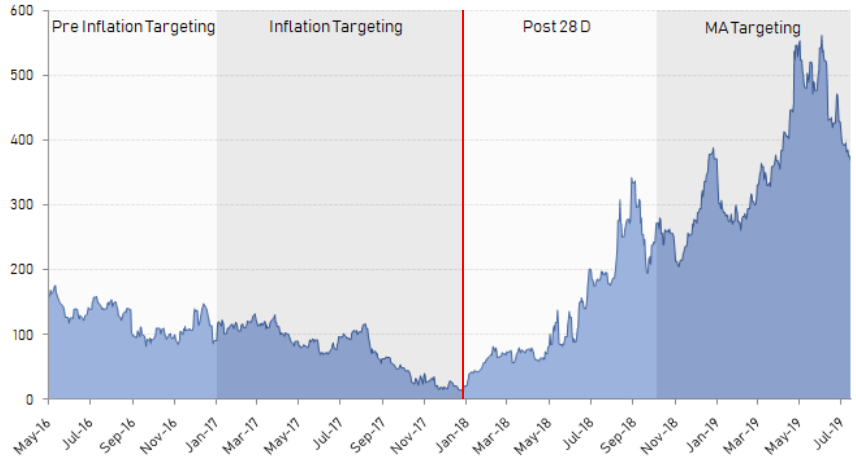
Riesgo país (EMBI+) de Argentina. La línea roja señala el 28D.

El presidente del Banco Central Federico Sturzenegger, durante su gestión, llevó adelante un plan de metas de inflación. La estimada para el año 2017 era del 26,25%, y el gobierno consideraba que esa tasa de referencia era muy elevada y que impedía una recuperación económica acelerada. El vicepresidente segundo del BCRA, Demian Reidel consideraba que si se modificaban las metas, las expectativas de inflación iban a subir, y declaraba que cambiar la meta de inflación era lo mismo que no tenerla. Tras una importante victoria de la coalición política de Mauricio Macri en las elecciones legislativas de 2017, el 28 de diciembre se anunció el cambio en las metas de inflación para 2018, que originalmente era del 10% anual, elevándola al 15%, en una conferencia de prensa conjunta y televisada. Esta medida fue criticada y cuestionada como un avance del Jefe de Gabinete y los Ministros de Hacienda y Finanzas sobre la independencia del Banco Central, dentro de una gestión que pregonaba la autonomía de este último.
El 14 de junio de 2018, Federico Sturzenegger renunció como presidente del BCRA, tras la pérdida de credibilidad y en medio de un clima de turbulencias cambiarias por la apreciación del dólar. Posteriormente Sturzenegger reconoció que el jefe de Gabinete le impidió realizar la política monetaria que él consideraba necesaria.